# Timo Kautonen
Timo Kautonen (12 marzo 1945) è un ex calciatore finlandese, di ruolo difensore.

## Palmarès

### Club

#### Titoli nazionali
- Mestaruussarja: 3

Reipas Lahti: 1963, 1967, 1970
- Suomen Cup: 7

Reipas Lahti: 1964, 1972, 1973, 1974, 1975, 1976, 1978

### Individuale
- Calciatore finlandese dell'anno FA: 2

1967, 1970
- Calciatore finlandese dell'anno[2]: 1

1970